# Luis Guevara Moreno
Luis Guevara Moreno (Valencia, Venezuela, 21 de junio de 1926 - Caracas, Venezuela, 26 de noviembre de 2010) fue un artista pionero del arte abstracto geométrico venezolano, también su más destacado artista del grabado. Formó parte del grupo Los disidentes a mediados del siglo pasado. Galardonado durante toda su trayectoria profesional, Premio Nacional de Pintura en 1959 y del Premio Nacional de Dibujo y de Grabado en 1969.

## Biografía
Desde muy joven mostró su calidad artística, ya en 1941 era un aventajado estudiante de la Escuela de Artes Plásticas Aplicadas de Caracas.
En 1945 se incorpora al grupo de artistas de cerámica La Barraca de Maripérez tras ser expulsado de la EAPC por promover reformas.
En 1948 forma parte de los fundadores del Taller Libre de Arte.
En 1950 es Becado a estudiar en París, ese mismo año integra en París, junto a otros pintores venezolanos, el grupo Los disidentes y pasa a ser miembro activo del grupo constructivista Madí, de origen argentino y desarrollado en París por Carmelo Arden Quin.
Entre 1951 y 1953 continúa estudios de pintura mural y litografía en la Escuela Superior de Bellas Artes de París, con Ducos Delahaille y Marcel Jaudon.
Tras una crisis creativa, viaja a Italia, donde permanece por un breve tiempo, y en 1954 regresa a Caracas.
En 1957 se integra al movimiento del nuevo realismo. Ese año se desempeña como profesor de dibujo, grabado y pintura de la Escuela de Artes Plásticas y Aplicadas y al año siguiente como director. Fue también profesor de la cátedra de dibujo de la Facultad de Arquitectura y Urbanismo de la UCV,
Fallece en Caracas, el 26 de noviembre de 2010, por una infección pulmonar.

## Obra artística
1941 -1946: En este periodo fue estudiante de la Escuela de Artes Plásticas Aplicadas de Caracas, formó parte del grupo La Barraca y cofundo el Taller de Libre Arte. 
Realizó naturalezas muertas de influencia cubista y fue ilustrador y caricaturista de El Morrocoy Azul, Fantoches, El Farol, El Nacional, Revista Shell, El Disco Anaranjado y La Esfera. En 1945 durante su estadía en el grupo La Barraca de Maripérez, cultivó brevemente la cerámica.
1949 – 1953: En este periodo estuvo en París como estudiante de la Escuela Superior de Bellas Artes de París y formó parte del grupo Madi.
En este periodo abandera el arte abstracto geométrico, expone en la Galería Suzanne Michel, París, del 19 décembre 1951 al 12 janvier 1952, esposicíon « Espace-Lumière » con Carmelo Arden Quin, Jésus Rafael Soto, Alejandro Otero,Ruben Nunez, Pardo, Jack Youngerman, Jeanne Kosnick-Kloss. En esta esposicíon, expone sus "Coplanales" y "Geometrías". Expone también con compatriotas y extranjeros en los salones anuales de "Réalités Nouvelles".
1954 – 1965 Periodo que regresa a Venezuela y se desempeñaría como profesor de dibujo, grabado y pintura de la Escuela de Artes Plásticas y Aplicadas y al año siguiente como director. Y profesor de la cátedra de dibujo de la Facultad de Arquitectura y Urbanismo de la Universidad Central de Venezuela.
Comienza su abandono progresivo de la abstracción para retomar una figuración sintética con un tratamiento textural, rico en colorido y temática social, ejecutada en grandes formatos. Ilustra el libro Tres poetas (Caracas: Ars, 1958) y en 1959 recibe el Premio Nacional de Pintura por su obra “Caballo y Batalla”. Participa en la Bienal de Venecia de 1956 y en la de 1958.
1966 – 1973 En este periodo, desde 1966 y durante cuatro años dicta la cátedra de grabado en la Escuela Arturo Michelena y, entre 1967 y 1969, la cátedra de escenografía teatral para el Taller de Teatro de la UCV. 
Se acentúa su nuevo estilo de figuración sintética con un tratamiento textural, rico en colorido y temática social, ejecutada en grandes formatos. También dedica gran tiempo al grabado. Es un periodo prolífico en obras y exposiciones. En 1969 obtiene el Premio Nacional de Dibujo por la obra “Grupo Desahuciado” y el Premio Nacional de Grabado por un conjunto de obras. En 1970 forma parte del grupo Presencia 70.
1974 – 2010 Fue ilustrador de la revista El Sádico Ilustrado (1978-1979) y presidente de la AVAP (1979-1980). 
Desde 1974 su producción se aleja de su tendencia política para abordar el paisaje y la temática histórica. En 1975 participa en la XIII Bienal de São Paulo. En 1980 participa en la exposición "Indagación de la imagen (la figura, el ámbito, el objeto). Venezuela, 1680-1980. Exposición temática. Primera parte" (GAN).

## Premios
- 1945 Premio Ateneo de Valencia, III Salón Arturo Michelena.
- 1947 Primer premio para alumnos de la Escuela de Artes Plásticas y Aplicadas, VIII Salón Oficial.
- 1955 Premio José Loreto Arismendi, XVI Salón Oficial.
- 1956 Premio Invega, XIV Salón Arturo Michelena / Premio Henrique Otero Vizcarrondo, XVII Salón Oficial.
- 1957 Premio Arturo Michelena, XV Salón Arturo Michelena / Premio Armando Reverón, XVIII Salón Oficial.
- 1958 Premio Emilio Boggio, XVI Salón Arturo Michelena / Premio John Boulton, XIX Salón Oficial.
- 1959 Premio Nacional de Pintura, XX Salón Oficial / Premio de dibujo, "Primera exposición nacional de dibujo y grabado", Facultad de Arquitectura y Urbanismo, UCV / Primer premio, VI Salón D'Empaire / Primer premio, XII Salón Planchart.
- 1960 Primer premio, VI Salón Julio T. Arze / Primer premio, "Segunda exposición nacional de dibujo, grabado y monotipo", Facultad de Arquitectura y Urbanismo, UCV.
- 1961 Primer premio, Casa de la Cultura, Maracay / Premio de dibujo, Dirección de Cultura, UCV.
- 1962 Premio Emil Friedman, XXIII Salón Oficial.
- 1964 Primer premio, "Sexta exposición nacional de dibujo y grabado", Facultad de Arquitectura y Urbanismo, UCV.
- 1965 Premio Antonio Esteban Frías, XXVI Salón Oficial / Primer premio de grabado, "Séptima exposición nacional de dibujo y grabado", Facultad de Arquitectura y Urbanismo, UCV.
- 1969 Premio Nacional de Dibujo, XXX Salón Oficial / Premio Nacional de Grabado, XXX Salón Oficial.
- 1970 Premio Rotary Club, XXVIII Salón Arturo Michelena / Premio Emilio Boggio, XXVIII Salón Arturo Michelena.
- 1992 Premio Armando Reverón, AVAP.